# Caroline Healey Dall
Caroline Wells Healey Dall (22 juin 1822 - 17 décembre 1912) était une romancière, essayiste, historienne, diariste américaine dans la mouvance du féminisme, du transcendantaliste et une réformatrice sociale. Elle s'est fait connaitre par ses interventions aux diverses tenues de la Convention annuelle du droit des femmes, elle était membre du New England Women's Club. En 1865 elle fonde l'American Social Science Association (en) dont elle sera successivement la directrice puis la vice présidente. Elle fut influencée par Margaret Fuller et Elizabeth Peabody, elles aussi affiliées au mouvement transcendantaliste de Boston.

## Biographie

### Jeunesse et éducation
Caroline Healey est née et a grandi à Boston dans le Massachusetts, aux États-Unis. Fille de Mark Healey, un marchand et investisseur, et de Caroline Foster Healey,, elle reçoit une éducation complète et est encouragée par son père à écrire des romans et des essais, et à s'engager dans des débats sur la religion, la philosophie et la politique . En plus du tutorat privé, elle fréquente une école privée pour filles, dirigée par l'enseignant et chercheur Joseph Hale Abbot (de), jusqu'à l'âge de quinze ans.
À partir de 1842, Caroline Healey enseigne puis devient vice principale d'un établissement secondaire pour filles, le Miss English's Female Seminary fondé par Lydia S. English, établissement qui à partir de 1868 est connu le nom du Georgetown Female Seminary (en),.

### Son travail pour les droits des femmes
À la suite du départ définitif de son mari, en 1855, Caroline Healey Dall se met à écrire et donner des conférences. Elle devient une participante active au mouvement des droits des femmes de Boston.
En 1855, Caroline Healey Dall est embauchée par la suffragette Paulina Kellogg Wright Davis , pour prendre la direction de The Una, une revue pionnière consacrée aux droits des femmes,.
Par la suite, Caroline Healey Dall publie de nombreux ouvrages. Son premier, sorti en 1860 s'intitule Woman’s Right to Labor, or Low Wages and Hard Work (que l'on pourrait traduire par Le droit des femmes à travailler ou Bas salaires et travail difficile). Cet ouvrage est le premier d'une longue série. Parmi ses œuvres les plus marquantes figure Historical Pictures Retouched: a Volume of Miscellanies (1861), qui met en lumière des femmes auparavant ignorées dans l'histoire, et un recueil de conférences intitulé The College, The Market, and the Court : or Woman’s Relation to Education, Labor, and Law (que l'on pourrait traduire par L'université, le marché et le tribunal, ou les relations des femmes à l'éducation, au travail et à la loi), dans lequel Caroline Healey Dall affirme que la femme moderne ne se contente plus d'être dans la sphère domestique et devrait être autorisée à participer à la vie publique. Le New York Evening Post désigne cet ouvrage comme « la déclaration la plus éloquente et la plus énergique sur la question de la femme qui ait été faite ».
En 1865, Caroline Healey Dall est une des cofondatrices de l'American Social Science Association (en) (l'Association américaine des sciences sociales) dont elle sera successivement la directrice puis la vice présidentes,,. Cette association vient en aide aux pauvres, aux prisonniers et aux personnes ayant des troubles mentaux. Caroline Healey Dall reste pendant 4 ans dans cette association et participe à l'amélioration des conditions de vie des prisonniers et des personnes présentant des troubles mentaux.

### Vie privée

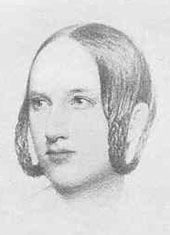
Caroline Healey Dall.

A Noël 1842, elle rencontre Charles Dall, un ministre unitarien. Après quelques semaines de correspondance, Caroline Healey accepte sa demande en mariage, et déménage pour vivre avec lui à Baltimore. Deux enfants sont nés de cette union.
À la fin des années 1860, Caroline Healey Dall se retire du mouvement des droits des femmes et écrit sur des sujets aussi divers que l'Égypte (Egypt's Place in History: A Presentation en 1868) et la guerre de Sécession (Patty Gray's Journey, trois volumes pour enfants, 1869-1870).
Elle déménage à Washington, (district de Columbia), où elle devient une amie de la première dame Frances Cleveland. Une grande partie de son travail porte alors sur le mouvement littéraire Renaissance américaine mêlant romantisme et transcendantalisme. Les œuvres de cette période comprennent Margaret and Her Friends: Ten Conversations with Margaret Fuller (1895)et la conférence Transcendentalism in New England: a Lecture (1897), donnée à la Society for Philosophical Inquiry (en) à l'âge de 73 ans.
Caroline Healey Dall meurt le 17 décembre 1912, à l'âge de 90 ans. Elle inhumée au cimetière de Mount Auburn.

## Œuvres
Les œuvres de Caroline Healey Dall sont régulièrement rééditées sous forme de fac-similés :
- (en-US) Essays and Sketches, Forgotten Books, 1849, rééd. 20 novembre 2018, 120 p. (ISBN 9780483390911, lire en ligne),
- (en-US) Historical Pictures Retouched, Hardpress Publishing, 1860, rééd. 6 août 2019, 440 p. (ISBN 9781406991833, lire en ligne),
- (en-US) Woman's Right to Labor; Or, Low Wages and Hard Work, Wentworth Press, 1860, rééd. 25 février 2019, 202 p. (ISBN 9780469761193, lire en ligne),
- (en-US) A Practical Illustration of 'womans Right to Labor', Wentworth Press, 1860, rééd. 8 mars 2019, 176 p. (ISBN 9780530704340, lire en ligne),
- (en-US) Woman's Rights Under the Law: In Three Lectures, Forgotten Books, 1861, rééd. 8 février 2019, 194 p. (ISBN 9781330789926, lire en ligne),
- (en-US) Sunshine a New Name for a Popular Lecture on Health, Forgotten Books, 1864, rééd. 27 décembre 2018, 72 p. (ISBN 9781330137826, lire en ligne),
- (en-US) Egypt's Place in History: A Presentation, Forgotten Books, 1868, rééd. 16 septembre 2018, 124 p. (ISBN 9780484582957, lire en ligne),
- (en-US) On the Way, Or, Patty at Mount Vernon, Palala Press, 1870, rééd. 17 mai 2016, 270 p. (ISBN 9781356866434, lire en ligne),
- (en-US) The Romance of the Association: Or, One Last Glimpse of Charlotte Temple and Eliza Wharton, Cambridge (Massachusetts), Forgotten Books, 1875, rééd. 15 janvier 2019, 139 p. (ISBN 9781528471213, lire en ligne),
- (en-US) Patty Gray's Journey; From Boston to Baltimore, Trieste Publishing, 1876, rééd. 28 mai 2018, 256 p. (ISBN 9780649589319, lire en ligne),
- (en-US) What We Really Know about Shakespeare, Wentworth Press, 1886, rééd. 26 février 2019, 206 p. (ISBN 9780469912571, lire en ligne),
- (en-US) The Life of Dr. Anandabai Joshee: A Kinswoman of the Pundita Ramabai, Hansebooks, 1888, rééd. 29 septembre 2017, 196 p. (ISBN 9783337333720, lire en ligne),
- (en-US) Barbara Fritchie: A Study, Wentworth Press, 1892, rééd. 20 février 2019, 100 p. (ISBN 9780469003439, lire en ligne),
- (en-US) Transcendentalism In New England: A Lecture Delivered Before The Society Of Philosophical Enquiry, Washington, D.C, Wentworth Press, 1895, 1897, rééd. 7 avril 2019, 38 p. (ISBN 9781012349479, lire en ligne),
- (en-US) Margaret And Her Friends: Or, Ten Conversations With Margaret Fuller Upon The Mythology Of The Greeks And Its Expression In Art, Wentworth Press, 1897, rééd. 21 février 2019, 162 p. (ISBN 9780469063914, lire en ligne),
- (en-US) The Story Of A Boston Family, Wentworth Press, 1903, rééd. 24 mars 2019, 42 p. (ISBN 9781010967897, lire en ligne),
- (en-US) Fog Bells: A Sequel to Nazareth, Palala Press, 1905, rééd. 20 mai 2016, 88 p. (ISBN 9781357559663, lire en ligne),
- (en-US) The College, the Market, and the Court; Or, Woman's Relation to Education, Labor, and Law, Wentworth Press, 1914, rééd. 6 mars 2019, 534 p. (ISBN 9780530256818, lire en ligne),
- (en-US) Helen R. Deese (dir.), Daughter of Boston: The Extraordinary Diary of a Nineteenth-century Woman, Caroline Healey Dall, Beacon Press, 12 octobre 2005, 496 p. (ISBN 9780807050347, lire en ligne),

## Archives
Les archives de Caroline Healey Dall sont déposées et consultables auprès de la bibliothèque de la Massachusetts Historical Society de Boston.

## Pour approfondir

#### Notices dans des encyclopédies ou des manuels de référence
- (en-US) Edward T. James (dir.), Notable American Women 1607-1950, vol. 1 : A-F, Cambridge, Massachusetts, Harvard University Press (réimpr. 1974, 2014) (1re éd. 1971), 687 p. (ISBN 9780674288362, lire en ligne), p. 428-429,
- (en-US) Lina Mainiero (dir.), American Women Writers : A Critical Reference Guide from Colonial Times to the Present, vol. 1 : A-E, New York, Ungar, 1979, 609 p. (ISBN 9780804431514, lire en ligne), p. 448-450,
- (en-GB) William R. Leach, True Love And Perfectunion : The Feminist Reform Of Sex And Society, Londres et New York, Routledge (réimpr. 1981, 1989) (1re éd. 1980), 455 p. (ISBN 9780710007667, lire en ligne), p. 170-171, 263-271, ...
- (en-US) Anne Commire (dir.) et Deborah Klezmer (dir.), Women in World History, vol. 4 : Cole-Dzer, Waterford, Connecticut, Yorkin Publications & Gale research, 1999, 620 p. (ISBN 9780787640637, lire en ligne), p. 287-288. ,

#### Articles
- (en-US) Helen R. Deese, « Alcott's Conversations on the Transcendentalists: The Record of Caroline Dall », American Literature, vol. 60, no 1,‎ mars 1988, p. 17-25 (lire en ligne ). .
- (en-US) Helen R. Deese, « A New England Women's Network : Elizabeth Palmer Peabody, Caroline Healey Dall and Delia S. Bacon », Legacy, vol. 8, no 2,‎ 1991, p. 77-91 (lire en ligne ).
- (en-US) Howard M. Wach, « A Boston Feminist in the Victorian Public Sphere: The Social Criticism of Caroline Healey Dall », The New England Quarterly, vol. 68, no 3,‎ septembre 1995, p. 429-450 (lire en ligne ).
- (en-US) Robert W. Dimand, « Nineteenth-Century American Feminist Economics: From Caroline Dall to Charlotte Perkins Gilman », The American Economic Review, vol. 90, no 2,‎ mai 2000, p. 480-484 (lire en ligne ).
- (en-US) Helen R. Deese, « "My Life... Reads to Me like a Romance": The Journals of Caroline Healey Dall », Massachusetts Historical Review, vol. 3,‎ 2001, p. 116-137 (lire en ligne ).
- (en-US) Howard M. Wach, « A Boston Vindication: Margaret Fuller and Caroline Dall Read Mary Wollstonecraft », Massachusetts Historical Review, vol. 7,‎ 2005, p. 3-35 (lire en ligne ).